# Национал-большевистская партия
Национа́л-большеви́стская па́ртия (НБП) — российская общественно-политическая организация националистического характера, прекратившая своё существование. Запрещена в России.
10 июля 2010 года на учредительном съезде бывшие члены Национал-большевистской партии создали новую партию «Другая Россия».
Некоторые исследователи полагали, что первоначально считавшаяся радикально националистической, НБП позднее обрела имидж более «левой» организации. Согласно мнению самих нацболов, НБП являлась партией радикального антицентризма, «абсолютно „правой“ и бесконечно „левой“» одновременно.
В начале 2006 года НБП было в пятый раз отказано в регистрации как политической партии, а в 2007 году НБП была признана судом экстремистской организацией и её деятельность была запрещена на территории РФ. НБП стала единственной масштабной всероссийской организацией, официально признанной судом экстремистской по закону «О противодействии экстремистской деятельности», что, по мнению её первого лидера, Эдуарда Лимонова, стало оценкой проделанной нацболами работе по партостроению.
Члены партии на современном политическом жаргоне именовались «лимоновцами» или «нацболами».
По версии, которую сообщил заместитель генерального прокурора России Виктор Гринь, Генеральная прокуратура считала запрещённую Национал-большевистскую партию «наиболее структурированным радикальным молодёжным объединением». По словам Гриня, в тесном взаимодействии с официально запрещёнными нацболами действовали другие объединения «непримиримой оппозиции» — «Другая Россия» Гарри Каспарова и РНДС Михаила Касьянова. По мнению замгенпрокурора, эти организации обучали людей «теории и практике силового противостояния правоохранительным органам на примере цветных революций в Грузии, Киргизии и на Украине». Подобные откровения высокопоставленного сотрудника Генпрокуратуры вызвали недоумение у члена комитета Госдумы по безопасности Геннадия Гудкова.

## Идеология
В разные периоды деятельности использовались «национал-большевизм» в духе «сменовеховцев» 1920-х годов, русифицированная версия раннего немецкого национал-большевизма, идеи европейских «новых правых» и «новых левых», «консервативной революции», «перманентной революции» в духе Троцкого.
Как утверждают нацболы: «НБП выступает за социальную справедливость в экономике, имперское доминирование во внешней политике, гражданские и политические свободы во внутренней политике. Национал-большевистское государство жёсткое снаружи, для внешних врагов, и мягкое внутри, для собственных граждан».
Первоначально НБП во многом копировала идеологические и стилистические подходы итальянского фашизма.
Согласно программе 1994 года, глобальной целью национал-большевизма является создание «Империи от Владивостока до Гибралтара на базе русской цивилизации», а сущность национал-большевизма заключается в «испепеляющей ненависти к античеловеческой СИСТЕМЕ троицы: либерализма/демократии/капитализма. Человек восстания, национал-большевик видит свою миссию в разрушении СИСТЕМЫ до основания. На идеалах духовной мужественности, социальной и национальной справедливости будет построено традиционалистическое, иерархическое общество».
В 2004 году на V всероссийском съезде НБП была принята новая программа, хотя прежняя программа не была официально аннулирована. Согласно новой программе, «Главная цель Национал-большевистской партии — превращение России в современное мощное государство, уважаемое другими странами и народами и любимое собственными гражданами», путём обеспечения свободного развития гражданского общества, независимости СМИ и защиты национальных интересов русскоязычного населения.

## Статус
Национал-большевистская партия с 1998 года по настоящее время 5 раз получала отказ в регистрации в качестве политической партии.
Решением Московского областного суда от 29 июня 2005 года была ликвидирована межрегиональная общественная организация «Национал-большевистская партия» с исключением из Единого государственного реестра юридических лиц.
15 ноября 2005 года Судебной коллегией Верховного суда была рассмотрена кассационная жалоба представителя межрегиональной общественной организации «Национал-большевистская партия». Определением СК ВС РФ от 15.11.2005 № 4-Г05-36 решение Московского областного суда от 29 июня 2005 оставлено без изменения.
22 марта 2007 года московская прокуратура приостановила деятельность НБП вплоть до решения Мосгорсуда.
19 апреля 2007 года Мосгорсуд признал НБП экстремистской организацией и запретил её деятельность на территории РФ. Тем не менее нацболы формально считаются не членами НБП, а просто национал-большевиками, «лимоновцами» и по-прежнему входят в состав коалиции «Другая Россия».
7 августа 2007 года Верховный суд РФ признал законным решение Мосгорсуда и оставил его без изменения, отклонив кассационную жалобу представителя НБП, тем самым признав НБП экстремистской организацией и подтвердив решение о её запрете.
В июле 2010 года члены запрещённой НБП создали новую политическую партию — Другая Россия.

## История

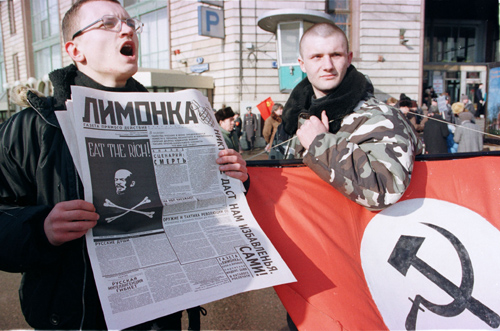
НБП на митинге

### 1917—1940
Действовавшие в Прибалтике в период после революции 1917 года организации именовавшие себя «русскими национал-большевиками», в действительности являвшиеся диверсионными группами ОГПУ—НКВД, сыграли важную роль в борьбе с профашистскими режимами в прибалтийских странах в 1930-е годы и в  присоединении Прибалтики к СССР.

### 1993—1997
НБП была создана в 1993 году как партия с идеологией, сочетающей в себе ультралевые и ультраправые идеи. Об этом говорит «Декларация о создании Национал-большевистской партии»:

«Политическая борьба в России достигла критической точки. Фаза сопротивления исчерпала себя, потому традиционная оппозиция (лишь эмоциональная, лишь протестантская) — исчерпала себя. Период сопротивления закончился, начинается период национального восстания.
Новый этап требует новых методов, новых форм и новых инструментов политической борьбы. Посему мы считаем необходимым создание радикальной политической и идеологической структуры нового, небывалого типа, призванной адекватно ответить на вызов Истории. Да будет национал-большевизм!
Что такое национал-большевизм? Слияние самых радикальных форм социального сопротивления с самыми радикальными формами национального сопротивления есть национал-большевизм».

Идея создания партии, объединяющей ультраправую и ультралевую идеологию, принадлежит известным писателю Эдуарду Лимонову и философу Александру Дугину. В 1998 Дугин вышел из НБП и в настоящее время является лидером Международного Евразийского Движения.
В 1994 НБП задумывалась как кружок андерграундных художников-авангардистов в широком смысле этого слова, а собирательный образ члена партии представлял собой студента, придерживающегося ультраправых идей, исповедуемых основателями НБП. Показательно, что партбилет № 4 достался основоположнику т. н. «сибирского панк-рока» Егору Летову, лидеру группы «Гражданская оборона». За Дугиным, Лимоновым и Летовым в НБП вступил и концептуалист Сергей Курёхин. Эти четыре человека сегодня и считаются историческими отцами-основателями партии. Первые три года Национал-большевистская партия действовала не как политическая организация, а просто как сообщество людей с андерграундными взглядами на политику, экономику и искусство. Среди известных деятелей искусства бывших в НБП фигурирует Сергей Шнуров, группа Запрещённые барабанщики и другие исполнители.

В 1994 году НБП начинает издавать партийную газету «Лимонка», ставшую позже рупором так называемой «контркультурной» оппозиции и постмодернистским литературным проектом. Эдуард Лимонов в книге «Моя политическая биография» пишет: 
…Днём рождения Национал-большевистской организации должен, думаю, по праву считаться день выхода первого номера газеты «Лимонка». Ведь на самом деле «Лимонка» сделалась наше всё: наша программа, наш учебник политики, наш сборник легенд, наш устав партийной службы. Потому днём рождения партии я, её первый председатель и единственный живой отец-основатель, объявляю 28 ноября 1994 года.
Помимо газеты, НБП являлась организатором и вдохновителем «контркультурного» проекта «Русский прорыв», который считается кульминацией русского контркультурного движения 1990-х гг.
В то же время НБП начала проводить политические акции. НБП протестовала против либеральной идеи, основным лозунгом этого периода её существования становится: «Завершим реформы так: Сталин! Берия! ГУЛАГ!».
С 1996 года НБП ежегодно, 5 апреля, отмечала «День Русской нации» (в честь годовщины исторической победы Александра Невского).
«Национал-большевистская партия» была зарегистрирована под № 473 управлением юстиции по Московской области 8 сентября 1993 года, перерегистрирована 23 января 1997 года как межрегиональная общественная организация. 26 марта и 4 июля 1998 года были зарегистрированы изменения и дополнения в устав этой организации.

### 1998—2006

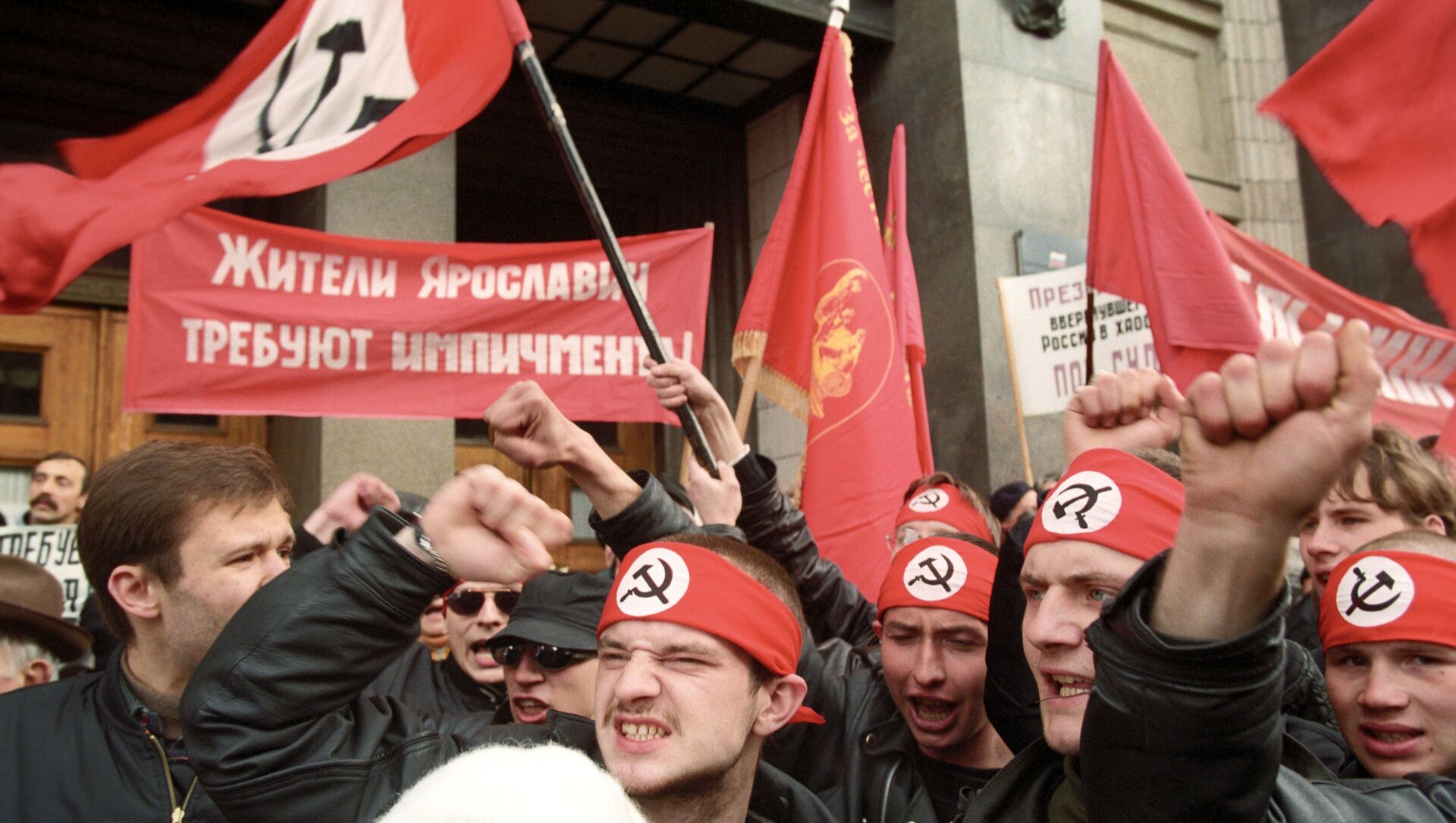
НБП на митинге в поддержку импичмента Бориса Ельцина, 15 мая 1999 года

После ухода Дугина политические позиции партии заметно сместились влево. Среди нацболов преобладали молодые люди 16-25 лет самого различного социального положения, от безработных до преподавателей вузов. Главным условием для членства в организации было радикальное несогласие с текущим курсом правительства и Президента РФ.
10 марта 1999 года в Центральном доме кинематографистов Егор Горшков и Дмитрий Бахур забросали тухлыми яйцами режиссёра Никиту Михалкова. 28 июня 1999 года Пресненский суд Москвы приговорил обоих к двум с половиной годам условно и амнистировал.
В 1999 году активистами партии была осуществлена акция захвата башни Матросского клуба в Севастополе в знак протеста против дискриминации русского населения в Крыму. 15 человек были осуждены за участие в этой акции и провели в тюрьме по 5 месяцев.
В 2000 году нацболами была захвачена площадка башни Св. Петра в Риге — эта акция была проведена в поддержку русскоязычного населения Латвии. Троим были предъявлены обвинения по статье «Терроризм», однако позднее их действия были переквалифицированы как хулиганство.
В 2001 году лидер партии Эдуард Лимонов был арестован по обвинению в терроризме и осуждён за незаконное хранение оружия. Вплоть до выхода Лимонова из тюрьмы в 2003 году фактическое руководство партии осуществлял Анатолий Тишин.
11 сентября 2002 года НБП провела митинг у резиденции посла США в России, приуроченный к годовщине серии террористических актов в США 11 сентября 2001 года. Как заявил руководитель московского отделения НБП, «этой акцией партия выразила свою солидарность со странами-изгоями». По словам митингующих, митинг был посвящён «памяти героев-камикадзе» 11 сентября. По мнению лимоновцев, теракты «стали справедливым возмездием за полвека агрессивной внешней политики Америки». Один из митингующих сказал: «11 сентября арабы сделали то, что давно тайно хотел сделать весь цивилизованный мир».
22 ноября 2002 года на саммите НАТО в Праге на заключительном брифинге нацболы Дмитрий Нечаев и Дмитрий Бахур, скандируя «Нет расширению НАТО!» и «НАТО хуже гестапо», бросили несколько помидоров в генсека альянса Джорджа Робертсона. Обоих участников акции выслали в Россию, запретив въезд в Чехию на пять лет.
27 августа 2003 года на форуме «Выборы-2003» члены Национал-большевистской партии Сергей Манжос и Николай Медведев со словами «Честных выборов не будет!» облили майонезом главу ЦИКа Александра Вешнякова. Обоих обвинили в хулиганстве и оскорблении представителя власти. После выборов дело прекращено.
7 декабря 2003 года в Москве на избирательном участке № 107 лимоновцы кинули яйцо в премьера Михаила Касьянова. Участников акции Наталью Чернову и Алексея Тонких обвинили в хулиганстве, затем дело прекратили.
В 2003 году количество национал-большевиков увеличилось до 10 000 человек. В руководство НБП выдвинулся Владимир Линдерман.
В 2004 году на V съезде партии была принята новая программа.
2 августа 2004 года активисты НБП провели так называемую «акцию прямого действия» по захвату кабинета министра здравоохранения и социального развития Зурабова с лозунгами, направленными против монетизации льгот, в результате которой 7 членов НБП были осуждены на сроки от 2,5 до 5 лет.

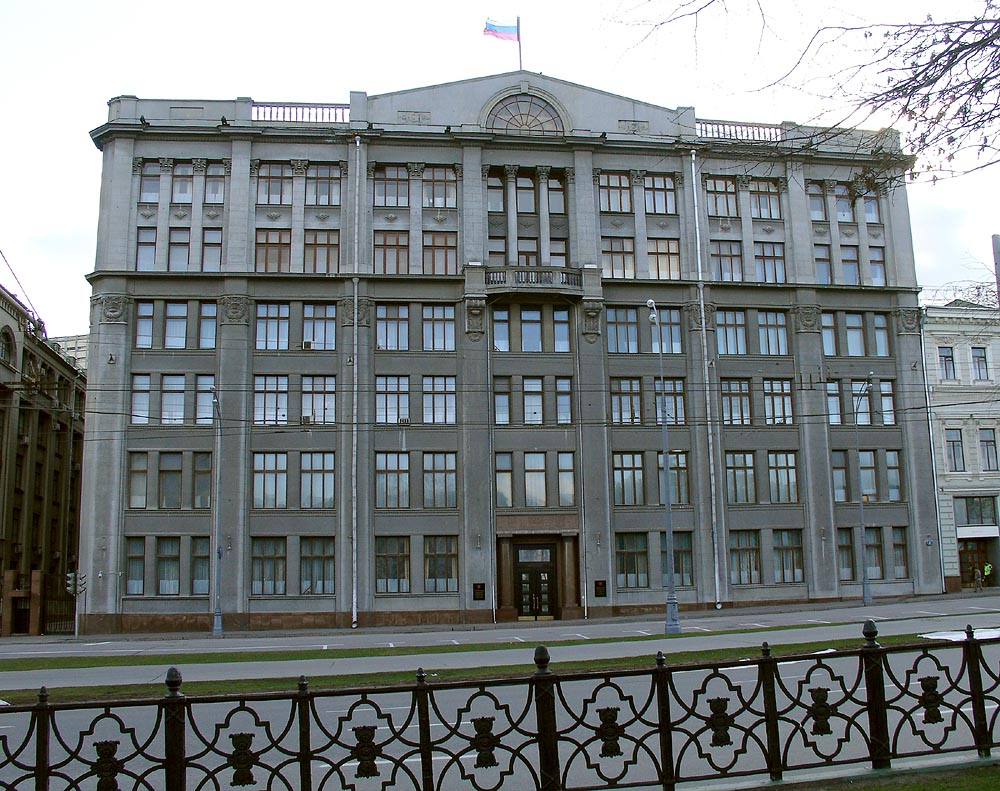
Старая площадь, д. 4 — здание Администрации Президента, бывшее здание ЦК КПСС

14 декабря 2004 года была проведена ещё одна «акция прямого действия» по захвату приёмной Администрации Президента РФ. 40 участникам акции были предъявлены обвинения в незаконном захвате и удержании власти, за что закон предусматривает срок заключения до 20 лет, но в ходе следствия инкриминируемое деяние было переквалифицировано как участие в массовых беспорядках. Так называемое «дело 40 декабристов» вызвало большой ажиотаж в средствах массовой информации. Суд над нацболами был завершён 8 декабря 2005 года, бо́льшая часть участников акции получили от 1 до 3 лет условно, однако 8 национал-большевиков были осуждены на действительные сроки. (именно «дело 40 декабристов» книга Савельев В. А. — Горячая молодёжь России — Лидеры. Организации и движения. Тактика уличных битв.)
1 мая 2005 года питерское отделение НБП провело несанкционированное шествие, в ходе которого активистам удалось преодолеть три кордона ОМОНа.
В июне 2005 года, после штурма спецназа ГУИН, был закрыт главный штаб партии в Москве.
15 ноября 2005 года, по решению Верховного суда РФ, была ликвидирована Межрегиональная общественная группа «НБП».
25 января 2006 года около 15:00, в знак протеста против планов на сокращение рабочих мест и сворачивания производственных мощностей, свыше 50 членов НБП захватили здание заводоуправления Горьковского автозавода.
4 мая 2006 года Евгений Логовский и Ольга Кудрина вывесили на здании гостиницы «Россия» десятиметровый транспарант «Путин, уйди сам!». 10 мая 2006 года Тверской суд Москвы приговорил Евгения Логовского к трём с половиной годам условного, а Ольгу Кудрину — к трём с половиной годам реального срока.
2 августа 2006 лидер Национал-большевистской партии Эдуард Лимонов направил в Европейский суд по правам человека жалобу по поводу отказа Федеральной регистрационной службы (ФРС) в официальной регистрации НБП как политической партии, квалифицируя этот отказ как «акт государственного подавления политической оппозиции в РФ». ФРС в своём отказе в январе 2006 года указала, что на учредительном съезде НБП отсутствовал кворум, а её программа «содержит признаки национальной принадлежности, выразившиеся в указании целей защиты прав русского и русскоязычного населения», что нарушает ст. 9 закона «О политических партиях».
25 сентября 2006 года порядка 50 нацболов захватили здание Министерства финансов РФ.
7 ноября 2006 года более 30 нацболов захватили офис компании «Сургутнефтегаз» выражая тем самым протест против чрезвычайно низкой оплаты труда рабочих-нефтяников и увольнения лидера независимого профсоюза «Профсвобода» Александра Захаркина.

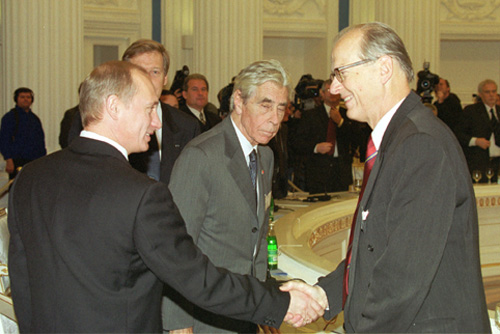
Владимир Путин с председателем Евросуда в Кремле

В 2007 году НБП заявляет о том, что она принимает участие в выборах в Государственную думу в декабре, что впрочем осталось только декларацией, поскольку организация не была зарегистрирована и не имела права принимать участие в выборах в представительные органы государственной власти.

### 2007—2008
19 апреля 2007 года Мосгорсуд в порядке ст. 7 и 9 Федерального закона «О противодействии экстремистской деятельности» признал экстремистской общественную организацию «Национал-большевистская партия», осуществляющую деятельность без образования юридического лица, и запретил её деятельность на территории РФ. Решение о запрете было принято на основании трёх эпизодов:
- предупреждение, вынесенное челябинской организации НБП за несколько публикаций в её газете «PARA BELLUM» в 2005—2006 годах, за которые три их автора были осуждены по обвинению в разжигании национальной розни, призывах к осуществлению экстремистской деятельности и попытке организации массовых беспорядков. Но эта группа челябинских национал-большевиков приняла участие во внутрипартийном расколе, на который пошла последовательно националистически ориентированная часть актива НБП, недовольная новым политическим курсом руководства. В результате большая группа членов НБП была исключена из НБП решением политсовета НБП от 11 марта 2006 года. После этого последовало публичное отмежевание от «челябинских раскольников» на сайте НБП, где, среди прочего, говорилось, что один из них исключён за статью, фигурировавшую позже в его деле;
- вторжение на заседание Законодательного собрания Санкт-Петербурга 22 ноября 2006 г. трёх национал-большевиков, которые разбрасывали листовки и якобы применили насилие в отношении милиционеров;
- вторжение на избирательный участок в Одинцово (Московская область) 11 марта 2007 г. во время выборов в Московскую областную думу трёх национал-большевиков, которые зажгли дымовые факелы, пытались разбросать листовки и перевернуть урну с бюллетенями, а также нанесли рану ладони председателю избирательной комиссии, пытавшемуся им помешать[16][17].

7 августа 2007 г. Верховный суд РФ подтвердил решение Мосгорсуда о запрете НБП.

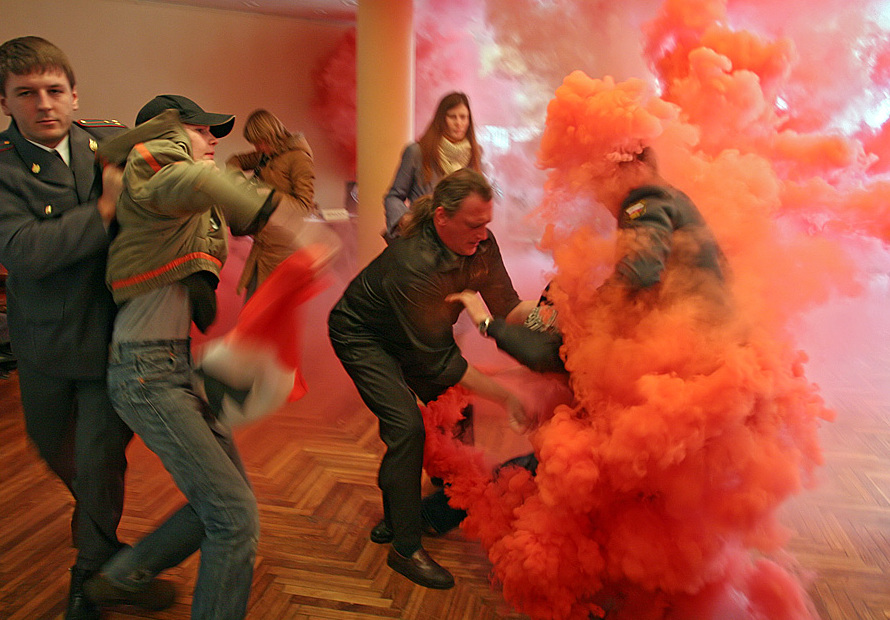
Нападение НБП на избирательный участок 11 марта 2007 года

Затем петербургский суд прекратил уголовное преследование участников акции в законодательном собрании и на этом основании в Верховный суд РФ было подано заявление о пересмотре дела по вновь открывшимся обстоятельствам. Но 1 апреля 2008 г. Верховный суд РФ отказал в удовлетворении этой жалобы.
В связи с запретом НБП известная правозащитница Людмила Алексеева заявила: «НБП прошла эволюцию от эпатажной хулиганской партии к нормальной партии с демократическими идеалами. И вот именно теперь её обвинили в экстремизме. Если бы они перед этим объявили экстремистами ДПНИ, хоругвеносцев и прочую подобную публику, а с ними и НБП, а потом бы говорили — не разобрались, взяли в целом, не заметили эволюции… Но нет, заметили — именно поэтому объявили. Не пойди Лимонов в „Другую Россию“ — уверяю вас, спокойненько бы существовал». Известный правозащитник Лев Пономарёв заявил: «Национал-большевики были довольно экстремистской организацией десять лет назад, но их судят за то, что они представляют собой сейчас, а сейчас они за гражданские права и свободы».

### 2009—2010
В марте 2009 года Эдуард Лимонов объявил о своём намерении участвовать в выборах президента России в 2012 году.
В настоящее время[когда?] проходят акции в защиту 31-й статьи Конституции РФ (право народа мирно и безоружно проводить массовые мероприятия), так называемая «Стратегия-31» предложенная лидером нацболов Эдуардом Лимоновым.
Часть бывших членов запрещённой НБП продолжают свою политическую деятельность в составе партии «Другая Россия», из-за чего многие из них привлекаются к уголовной ответственности по статье 282.2 УК РФ (организация деятельности экстремистской организации и участие в такой деятельности).
Так, 1 ноября 2010 года были задержаны лидеры Санкт-Петербургского отделения партии «Другая Россия» Андрей Дмитриев и Андрей Песоцкий по подозрению в деятельности запрещённой НБП. Было возбуждено уголовное дело по признакам преступления, предусмотренного частью 1 и частью 2 статьи 282.2 УК РФ (организация деятельности экстремистской организации). В заявлении, сделанном исполкомом «Другой России» утверждается, что дело сфабриковано: «После запрещения Национал-Большевистской Партии в апреле 2007 года бывшие нацболы продолжили свою политическую деятельность в коалиции „Другая Россия“, совместно с ОГФ Гарри Каспарова и РНДС Михаила Касьянова. Персональную политическую деятельность бывшим активистам НБП никто не запрещал, поражения в правах не было… Все проходящие по уголовному делу — активисты легальной политической партии „Другая Россия“.
В Интернете была распространена информация о том, что ответственность за свёртывание деятельности НБП в Петербурге лежит на движении «Наши», так как в сообщениях его бывших активистов Интернет-сообщество увидело «преступную осведомлённость».

## Тактика
Нацболы считают, что нарушение КоАП РФ на акциях прямого действия обусловлено фактической невозможностью действовать санкционировано в условиях полицейского государства. Нарушение УК РФ на акциях нацболы не признают и считают уголовные дела против их соратников сфабрикованными. Нацболы не исключают нарушение УК РФ в случае чрезвычайной ситуации, когда он уже будет открыто нарушаться государством. Отсюда обвинение в экстремизме. По мнению нацболов, экстремистами являются не они, а полицейское государство РФ.
Прямое действие / Акция прямого действия — «захват» административного здания с политическими требованиями, до исполнения которых «захватчики» не уходят. Данная тактика наиболее использовалась после построения вертикали власти и сошла на нет, когда число независимых СМИ стало незначительным.
Другие акции — пикеты, митинги, марши
Пост нацболов — в крупных НБ-городах, ежедневное собрание дежурных-нацболов для ответов на вопросы и распространения агитационных материалов
Распространение СМИ и листовок — каждая крупная ячейка имеет свою газету, бесплатно распространяющуюся на улице во время акций и на постах
Граффити и стикеры — рекламная кампания сайта и лозунгов, за неимением возможности невандализированно распространить информацию

## Прямое действие
- 24 августа 1999 — захват башни клуба моряков в Севастополе[39]
- 17 ноября 2000 — захват смотровой площадки Церкви святого Петра в Риге[40]
- 3 декабря 2003 — захват крыши здания Министерства юстиции[28]
- 3 марта 2004 — захват общественной приёмной «Единой России» в Москве[29]
- 3 июня 2004 — захват штаба партии «Единая Россия» в Иркутске
- 22 июня 2004 — захват Торгового представительства Германии[41]
- 2 августа 2004 — захват здания Министерства здравоохранения[42]
- 14 декабря 2004 — захват общественной приёмной Президента[43]
- 20 декабря 2005 — захват Никулинского суда[44]
- 6 февраля 2006 — захват военкомата Савёловского района г. Москвы[45]
- 16 марта 2006 — захват Сбербанка (г. Москва)[46]
- 25 сентября 2006 — захват Министерства финансов[47]
- 9 июня 2008 — захват здания компании «Российские Железные Дороги»

## НБП за рубежом
Помимо РФ отделения НБП были созданы на территории бывшего СССР (Белоруссия, Молдавия, ПМР, Латвия, Литва, Эстония, Украина, Казахстан, Киргизия), а также в дальнем зарубежье (Израиль, Швеция, Канада, Сербия, в Чехии и Словакии действует единое чехословацкое отделение). Отдельные национал-большевики были в Великобритании и Польше.

### Беларусь
Белорусские нацболы выступают за тесный союз с Россией (оговаривая что такой союз возможен лишь с Россией без Путина, Медведева и Лукашенко). По мнению членов организации, русские и белорусы являются одним народом, а разделение было создано искусственно, против воли народов, поэтому неизбежно воссоединение в одном государстве. Находится в оппозиции к белорусским властям с 3 марта 2010 г.

### Латвия
Основным направлением работы Латвийского республиканского отделения НБП является защита русскоязычных граждан и «неграждан» этого государства от правящего режима, противодействие возможной, по мнению национал-большевиков, реставрации нацизма в Прибалтике, ревизии истории советского периода, политике перехода преподавания в русских школах на латышский язык. В 1998—2002 издавались газеты «Генеральная линия» и «Трибунал». Организация участвует в акциях Штаба защиты русских школ, оказывала поддержку партии «За права человека в единой Латвии» на выборах. Союзники — Авангард красной молодёжи, Союз коммунистов Латвии.
16 марта 2006 года во время попытки латышских националистов устроить несанкционированное шествие от Музея оккупации Латвии произошли беспорядки. Полицией было задержано 60 человек, из них около 18 национал-большевиков, которые пытались перегородить дорогу шествию легионеров СС.

### Украина
Основная статья: «НБП-Украина»
Выступают за разрушение капиталистического строя, придание русскому языку статуса государственного. Основная социальная база — русскоязычное население Восточной Украины, опорные пункты — Киев, Харьков, Донбасс; в то же время, существуют отделения во Львове и других городах Западной Украины. Одной из целей заявлена борьба с местными националистами и стремление не допускать их прихода к власти. Периодически происходят столкновения нацболов с украинскими ультраправыми деятелями из УНА-УНСО и ВО «Свобода».

## Заключённые
По состоянию на 2012 год в местах заключения Российской Федерации находятся 6 национал-большевиков. Всего же с 1999 года в различных местах заключения содержались свыше 150 членов НБП. Несколько активистов и функционеров партии числятся в розыске.
- Игорь Березюк, Руслан Хубаев, Кирилл Унчук — осуждены по ст. 213 ч. 2 УК РФ «Хулиганство, совершённое группой лиц по предварительному сговору»[66][67][68].
- Таисия Осипова— осуждена по ст. 228 ч. 3 УК РФ[69]
- Ольга Шалина — осуждена по ст. 213 ч. 2 УК РФ «Хулиганство, совершённое группой лиц по предварительному сговору»[70]
- Александр Клюхин — осуждён по ст. 162 ч. 2 УК РФ

## Погибшие члены НБП
Вечером 22 ноября 2007 года жительница Серпухова позвонила в городское УВД и сообщила, что на улице Водонапорной лежит избитый мужчина. Им оказался Юрий Червочкин, основатель серпуховской ячейки партии. Документы, деньги, мобильный телефон были при нём, ничего не было похищено. Свидетельница видела, как четверо мужчин в тёмной одежде били его по голове бейсбольной битой. В тяжёлом состоянии Червочкин был доставлен в больницу, где 10 декабря 2007 года, не приходя в сознание, скончался. Соратники Червочкина обвиняли в убийстве сотрудников правоохранительных органов.
14 января 2009 г. около 04:00 утра Антон Страдымов, являвшийся свидетелем защиты по делу Дмитрия Манца, которого обвиняли в избиении сотрудника милиции при задержании во время акции в МИДе, был обнаружен мёртвым недалеко от станции метро «Выхино» в Москве. У Страдымова были множественные переломы черепа. Телефон и другие личные вещи остались при нём.
Рим Шайгалимов, приговорённый в октябре 2008 г. к 5,5 годам строгого режима по ст. 318, 319 УК РФ, в июне 2009 г. погиб при невыясненных обстоятельствах в исправительной колонии строгого режима. Было заявлено, что Шайгалимов покончил с собой, выбросившись из окна, но его жена при опознании обнаружила следы сильнейшего избиения, а медики установили смерть от удушья.

## Политэмигранты
- Владимир Линдерман — объявлен в международный розыск властями Латвии, в политическом убежище в России отказано в 2003 году. Арестован ФСБ РФ, выдан властям Латвии, признан невиновным[72].
- Михаил Ганган — в 2008 году официальный статус политического беженца на Украине после «Марша несогласных»[73].
- Ольга Кудрина — в 2008 году официальный статус политического беженца на Украине после акции под названием «Путин, уйди сам!» на гостинице «Россия»[74].
- Анна Плосконосова — в 2008 году официальный статус политического беженца на Украине[75].

## Съезды
| №                       | Дата                    | Место                                         | Делегаты | Заявления | Медиа                |
| ----------------------- | ----------------------- | --------------------------------------------- | --- | --- | -------------------- |
| I съезд                 | 1—2 октября 1998 года   | г. Москва, кинотеатр «Алмаз»                  | На съезде присутствовали 125 делегатов из 38 регионов РФ, а также делегаты с Украины, из Латвии, Казахстана.                                                                                              | Было заявлено, что партия ставит цель собрать вновь территории Советского Союза, НБП была объявлена «партией красного национализма и революции». Главная задача формулировалась как «отстранение от власти чиновников всех мастей» |                      |
| II (внеочередной) съезд | 14 ноября 1998 года     | г. Санкт-Петербург                            | | |                      |
| III съезд               | 22—23 февраля 2001 года | Московская область, пансионат «Зорька»        | | |                      |
| IV съезд                | 28—30 апреля 2003 года  | г. Москва, кинотеатр «Улан-Батор»             | На съезде присутствовали 160 делегатов из 52 регионов РФ, а также делегаты из Белоруссии, Украины, Латвии, Швеции                                                                                         | Делегаты приняли решение о создании политической партии, приняли устав и программу, избрали руководящие органы Партии | (недоступная ссылка) |
| V (учредительный) съезд | 29—30 ноября 2004 года  | г. Москва, Театр мимики и жеста               | На съезде присутствовало около 700, из них с правом решающего голоса — 168, делегатов из 53 регионов РФ, а также делегаты из Латвии, Эстонии, с Украины, из Казахстана, Белоруссии, Израиля, Канады и др. | Была принята новая программа НБП. Согласно новой программе, «Главная цель Национал-большевистской партии — превращение России в современное мощное государство, уважаемое другими странами и народами и любимое собственными гражданами», путём обеспечения свободного развития гражданского общества, независимости СМИ и социальной справедливости |                      |
| VI (чрезвычайный) съезд | 11—12 марта 2006 года   | г. Москва, помещение московского горкома КПРФ | На съезде присутствовали делегаты от 53 региональных организаций. | За несогласие с текущим курсом партии из организации были исключены ряд партийцев, в том числе Андрей Игнатьев, Максим Журкин, Алексей Голубович, Анна Петренко. |                      |

## Критика
НБП и идеологически близкие ей организации критиковались российскими неонацистами. Национал-большевики, по их мнению, не являются националистами, так как для них не имеет значения этническое происхождение. Как они декларируют, «русский человек» — это «тот, кто сам считает себя русским, кто говорит на русском языке и признаёт русскую культуру и историю, кто готов бороться на благо России и никакой другой Родины не мыслит», в реальности же НБП считает русским любого, кто говорит по-русски.
Национал-большевистский фронт (отколовшаяся от НБП организация) обвиняет НБП в анархо-либерализме (несуществующая идеология, придуманная для уничижительного обозначения прагматизма как антиидеологизма), «левении» (национал-большевизм на первых этапах существует как лево-правая идеология, поэтому опасностью является перевешивание одной из двух составляющих); вождизме, характерном, по их мнению, для Лимонова и Линдермана, прагматизме и ненависти к Путину.

### Символика и обвинения в фашизме

#### Флаг
В частности, по мнению критиков, стиль символики НБП аналогичен стилю символов Третьего рейха: флаг НБП похож на знамя Третьего рейха, за исключением символа советских большевиков — серпа и молота, расположенных на том месте, где на флаге Третьего рейха располагалась свастика. В связи с этим серп и молот на флаге нацболов часто называют «стилизованной свастикой».
Сочетание красного, белого и чёрного цветов даёт хороший контраст при визуальном восприятии.
Однако с 2007 года, после того, как НБП признали экстремистской организацией и, соответственно, такой же признали её символику, нацболы начали использовать флаг, в котором красный фон заменён на чёрный, а также флаг, в котором серп и молот заменены на гранату «Лимонка».

## Организационная структура
Структура описана на основании Уставов НБП от 12 мая 1998, 9 ноября 2004, должностей из пресс-портрета , статей СМИ, рассказов самих активистов.
Структуры:
- Общий съезд Партии — высший орган
- ЦК Партии
- Партсовет
- ЦКРК/ Ревизионная комиссия
- Региональные конференции
- Исполкомы регконференций
- Региональные отделения
- Бригады
- Первичные организации/ячейки

Должности:
- Первая должность — Председатель Партии. Лимонов. Во время его посадки его замещал Анатолий Тишин.
- Члены Партсовета, ЦК, ЦКРК, ревизионных комиссий
- Делегаты общей конференции, региональных конференций
- Гауляйтер/комиссар — глава отделения
- Старший бригадир — глава округа в крупный городах
- Бригадир — командует одним из звеньев организации от 3-х человек
- Активист — человек постоянно участвующий в жизни Партии
- Партиец — член списочного состава Партии
- Сочувствующий — не состоящий в Партии, но дружественный человек.

Структура неоднородна, в регионах не всегда хватает людей для организации полноценной иерархии, тем самым среднее звено (бригадиры и т. д.) урезается. В Москве существует по бригаде в каждом административном округе.

## Решения по членам партии
Европейский суд по правам человека обязал Россию выплатить Владимиру Линду (бывшему члену НБП) 15 тыс. евро. Суд постановил, что Россия нарушила статью 3 — «бесчеловечное отношение», ст. 5 — «неправомерный арест», ст. 8 — «недопустимое вмешательство в частную жизнь».
Также ЕСПЧ присудил выплатить основателю Эдуарду Лимонову 19,5 тысячи евро компенсации за нарушение московским судом, оштрафовавшим его за высказывания в адрес экс-мэра Москвы Юрия Лужкова, права на свободу слова. Согласно постановлению суда, имело место нарушение статьи 10 Европейской конвенции по правам человека — «свобода выражения мнения».

## Раскол

### Летов
Первым отошёл от партии Егор Летов, сохраняя партийный билет, во время предвыборной кампании 1996 года. Затем он периодически участвовал в партийной жизни, как это видно по общим с Лимоновым фотографиям 1 мая 1998 года. Годовщине смерти Летова был посвящён февральский номер «Лимонки» в 2009 году.

### Раскол 1998 года
В апреле 1998 года НБП пережила первый раскол. Из партии ушёл один из её основателей Александр Дугин, а вместе с ним большинство людей, стоявших у истоков создания партии, среди которых: Валерий Коровин, Максим Сурков, Алексей Цветков, Аркадий Малер, Владислав Иванов, Игорь Минин и многие другие. Также партия потеряла половину существовавших на тот момент региональных отделений, среди которых были: Новосибирское, Ростовское, Казанское, Уфимское, Екатеринбургское и некоторые другие.

### Раскол 2006 года
29 августа 2006 года в Москве был организован съезд нацболов, решивших выйти из НБП, в результате которого произошёл раскол, после чего был создан Национал-большевистский фронт. Лидерами его стали бывшие известные активисты НБП и бывшие заключённые Максим Журкин и Алексей Голубович. Причиной раскола стал новая тактика, взятая руководством НБП, на сближение с либералами, демократами т. п., а также провозглашение второй политической программы, которая, по мнению «раскольников», означала переход от ортодоксальной теоретической трактовки национал-большевизма на более левые политические позиции. «НБФ» не смог переманить большое количество членов партии в свои ряды.
Впоследствии большинство организаторов НБФ отошло от активной политической деятельности, и отказалось от критики в адрес НБП и её руководства.

### Раскол 2009 года
4 июля 2009 года в Москве был созван съезд избирательных штабов Э. Лимонова. На съезде члены федерального избирательного штаба Сергей Аксёнов и Сергей Фомченков предъявили Роману Попкову, Елене Боровской, Дмитрию Сумину и Дамиру Гилязову обвинения во «фракционизме», намерении перехватить руководство движением и общении с оперативными сотрудниками МВД и ФСБ. Попков, Боровская, Сумин и Гилязов отвергли все предъявленные обвинения как бездоказательные. Тем не менее большинство участников съезда проголосовало за исключение из рядов нацболов Романа Попкова и Дмитрия Сумина.
| № | Дата                 | Место                                                    | Инициаторы                       | Причины | Последствия                                  | Медиа |
| - | -------------------- | -------------------------------------------------------- | -------------------------------- | --- | -------------------------------------------- | ----- |
| 1 | 1998 год             |                                                          | Александр Дугин                  | Написание Дугиным статьи в Лимонке, критикующей мещанство нацболов («гантелька и пивко»), обида двоих членов НБП и требование ухода Дугина из партии, требование Дугина в свою очередь их исключения, отказ Лимонова «дать в обиду своих ребят», добровольный уход Дугина и его сторонников из-за идеологических расхождений. | «Левение» НБП, основание ЕСМ.                |       |
| 2 | 29 августа 2006 года | VI съезд НБП                                             | Максим Журкин, Алексей Голубович | Курс на широкую оппозиционную коалицию. | Демократизация идеологии НБП, основание НБФ. |       |
| 3 | 4 июля 2009 года     | Съезд региональных избирательных штабов Эдуарда Лимонова | Сергей Аксёнов, Сергей Фомченков | Противоречия между руководством московских нацболов (Роман Попков) и членами федерального предвыборного штаба Эдуарда Лимонова (Сергей Фомченков, Сергей Аксёнов). | Основание движения «Нация Свободы»           |       |

## Решение Европейского суда по правам человека
В сентябре 2021 года Европейский суд по правам человека признал, что роспуск ассоциации НБП в 2004 году был несоразмерен преследуемой законной цели и, следовательно, не был «необходим в демократическом обществе». ЕСПЧ также счёл, что отказ в регистрации политической партии НБП представляет собой вмешательство властей в осуществление права заявителей на свободу объединений. ЕСПЧ присудил детям Эдуарда Лимонова и четырём его соратникам в общей сложности €10 000 плюс проценты.

## Упоминания в массовой культуре

### Художественные фильмы
- «Смуthи в портрете ин100грамма»

### Документальные фильмы
- «Суд над призраком» (2002)[85]
- «Саратов» (2002)[86]
- «Fuck off Mr. Bond!» (2002)[87]
- «В борьбе за Это» (2003)[88]
- «Да, Смерть!» (2004)[89]
- «Зубы дракона» (2005)[90]
- «Несносные дети ВВП» (2006)[91]
- «Революция, которой не было» (2008)[92]
- «Срок» Эпизод 551 (2012)[93]
- «Utopie Russe» (2014)[94]
- «Can't Get You Out of My Head (TV series)»  (2021)[95]

### Книги
Книги Эдуарда Лимонова:
- «Анатомия героя» (1997)[96]
- «Моя политическая биография» (2002)[97]
- «Русское психо» (2003)[98]
- «Другая Россия» (2003)[99]
- «По тюрьмам» (2004)
- «Книга мёртвых 2. Некрологи» (2010)
- «В Сырах» (2012)

Книги других авторов
- «Отцы и дети» (2001) — роман Ивана Сергеева.
- «Ультранормальность» (2005) — гештальт-роман Натана Дубовицкого.
- «Поколение Лимонки» (2005) — сборник рассказов.
- «Евангелие от экстремиста» (2005) — книга Романа Коноплёва.
- «Санькя» (2006) — роман Захара Прилепина.
- «Путь хунвейбина» (2006) — книга Дмитрия Жвания.
- «Духless. Повесть о ненастоящем человеке» (2006) — роман Сергея Минаева.
- «12 несогласных» (2009) — книга Валерия Панюшкина.
- «Эдуард Лимонов» (2010) — книга Михаила Загребельного.
- «Девушки Партии» (2011) — альбом Сергея Беляка.
- «Лимонов» (2011) — роман Эмманюэльа Каррера
- «Лимонка в тюрьму» (2012) — сборник рассказов.
- «Религия бешеных» (2013) — роман Екатерины Рысь.
- «Адвокат дьяволов» (2014) — книга Сергея Беляка.
- «Бретёр» (2016) — роман Андрея Акцынова.
- «На волне» (2018) — роман Владислава Блонье.
- «Бестиарий» (2020) — роман Сергея Гребнева.
- «Идеализм 2005» (2021) — роман Алексея Макарова.
- «Палеонтология обратной стороны» (2021) — роман Д. Леонидова.
- «Дальше некуда» (2021) — роман Сергея Гребнева.

### Музыка
- Русский прорыв — социально-музыкальное направление, созданное в 1994 Егором Летовым совместно с Эдуардом Лимоновым
- Упоминания о НБП можно найти в творчестве многих рок-групп: Адаптация[100], Банда четырёх, Гулаг[101], Коррозия Металла[102], Кранты[103], Красные звёзды, Паранойя и Ангедония, Родина.
- Неоднократно в творчестве Славы КПСС - например, строчка в треке «По едалу»[104].

### Театральные постановки
- «Отморозки»[105][106][107]

### Комиксы
- «Орда»[108]

## Лозунги
Главные лозунги

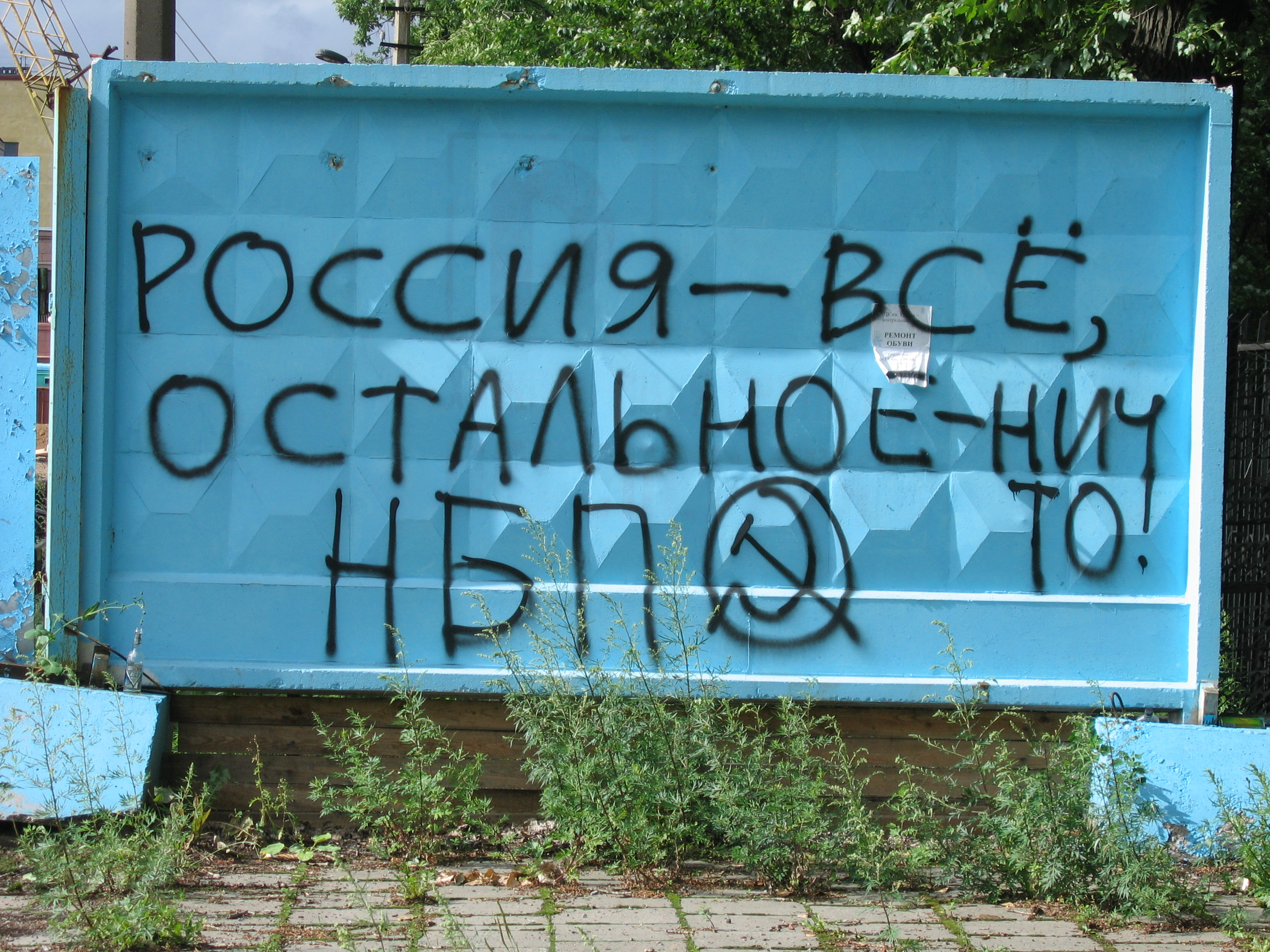
Россия — всё, остальное — ничто!

- Россия — всё, остальное — ничто! (официальный девиз НБП)
- Да, Смерть! (приветствие нацболов)

Другие лозунги
- Нам нужна другая Россия!
- Россия без Путина!
- Наше имя — Эдуард Лимонов![109]
- Лимонов вместо Путина![110]
- Свободу политическим заключённым!

## Список громких дел и процессов против нацболов
- Алтайское дело
- Дело минздрава
- Дело о мирном захвате приёмной Администрации Президента РФ
- Дело Новосибирских нацболов
- Таганское дело